# Maria Manuel Mota
Maria Manuel Dias da Mota (ComIH) ( Vila Nova de Gaia 27 de abril de 1971 (54 años) es una científica portuguesa.
En 1992, en la Universidad de Oporto, obtuvo una licenciatura en biología, realizando su maestría en inmunología en 1994, y el doctorado en parasitología molecular en 1998, defendiendo su tesis Parasitología Molecular por la University College de Londres, RU. Realiza actividades académicas en el Instituto de Medicina Molecular, (IMM), como investigadora principal en la Unidad de Malaria. Y desde 2005, es profesora invitada en la Facultad de Medicina de la Universidad de Lisboa.

## Algunas publicaciones
- a.c. Pena, n. Penacho, l. Mancio-Silva, r. Neres, j.d. Seixas, a.c. Fernandes, c.c. Romão, m.m. Mota, g.j. Bernardes, a. Pamplona. 2012. A novel Carbon Monoxide-Releasing Molecule (CO-RM) fully protects mice from Severe Malaria. Antimicrob Agents Chemother. 56 (3): 1281-90

- f.p. da Cruz, c. Martin, k. Buchholz, m.j. Lafuente-Monasterio, t. Rodrigues, b. Sönnichsen, r. Moreira, f.j. Gamo, m. Marti, m.m. Mota, m. Hannus, m. Prudêncio. 2012. Drug screen targeted at Plasmodium liver stages identifies a potent multistage antimalarial drug. J Infect Dis. 205(8): 1278-86

- r. Capela, g.g. Cabal, p.j. Rosenthal, j. Gut, m.m. Mota, r. Moreira, f. Lopes, m. Prudêncio. 2011. Design and Evaluation of Primaquine-Artemisinin Hybrids as a Multistage Anti-Malarial Strategy. Antimicrob Agents Chemother

- c.s. Gomes-Santos, j. Braks, m. Prudêncio, c. Carret, a.r. Gomes, a. Pain, t. Feltwell, s. Khan, a. Waters, c. Janse, g.r. Mair, m.m. Mota. 2011. Transition of Plasmodium sporozoites into liver stage-like forms is regulated by the RNA binding protein Pumilio. PLoS Pathog 7(5):e1002046

- s. Portugal, c. Carret, m. Recker, a. Armitage, d. Sullivan, roy Cindy, c.j. Newbold, h. Drakesmith, m.m. Mota. 2011. Host-mediated control of Malaria Superinfection. Nature Medicine 17 (6): 732-7

- r. Frita, m. Rebelo, a. Pamplona, a.m. Vigario, m.m. Mota, m.p. Grobusch, t. Hänscheid. 2011. Simple flow cytometric detection of haemozoin containing leukocytes and erythrocytes for research on diagnosis, immunology and drug sensitivity testing. Malar J. 10:74

- b. Douradinha, k.d. Augustijn, s.g. Moore, j. Ramesar, m.m. Mota, a.p. Waters, c.j. Janse, j. Thompson. 2011. Plasmodium Cysteine Repeat Modular Proteins 3 and 4 are essential for malaria parasite transmission from the mosquito to the host. Malar J. 10(1):71

- k. Slavic, m.j. Delves, m. Prudêncio, a.m. Talman, u. Straschil, e.t. Derbyshire, z. Xu, r.e. Sinden, m.m. Mota, c. Morin, r. Tewari, s. Krishna, h.m. Staines. 2011. Use of a selective inhibitor to define the chemotherapeutic potential of the plasmodial hexose transporter in different stages of the parasite's life cycle. Antimicrob Agents Chemother 55(6): 2824-30

- j. Langhorne, p. Buffet, m. Galinski, m. Good, j. Harty, d. Leroy, m.m. Mota, e. Pasini, l. Renia, e. Riley, m. Stins, p. Duffy. 2011. The relevance of non-human primate and rodent malaria models for humans. Malar J. 10(1): 23

- j. Lavrado, g.g. Cabal, m. Prudêncio, m.m. Mota, j. Gut, p.j. Rosenthal, c. Díaz, r.c. Guedes, d.j. Dos Santos, e. Bichenkova, k.t. Douglas, r. Moreira, a. Paulo. 2011. Incorporation of Basic Side Chains into Cryptolepine Scaffold: Structure-Antimalarial Activity Relationships and Mechanistic Studies. J Med Chem. 54(3): 734

- f.g. Baptista, a. Pamplona, a.c. Pena, m.m. Mota, s. Pied, a.m. Vigário. 2010. Accumulation of Plasmodium-infected red blood cells in the brain is crucial for the development of cerebral malaria in mice. Infect Immun. 78(9): 4033-9

- d.p. Dowling, m. Ilies, k.l. Olszewski, s. Portugal, m.m. Mota, m. Llinás, d.w. Christianson. 2010. Crystal Structure of Arginase from Plasmodium falciparum and Implications for l-Arginine Depletion in Malarial Infection. Biochemistry 49(26): 5600-8

- s. Epiphanio, m.g. Campos, a. Pamplona, d. Carapau, a.c. Pena, r. Ataíde, c.a. Monteiro, n. Félix, a. Costa-Silva, c.r. Marinho, s. Dias, m.m. Mota. 2010. VEGF promotes malaria-associated acute lung injury in mice. PLoS Pathog 6(5): e1000916

- p. Liehl, a.r. França, m. Prudêncio, e. Latz, a. Zaidman-Rémy, m.m. Mota. 2010. Phosphothioate oligodeoxynucleotides inhibit Plasmodium sporozoite gliding motility. Cell Microbiol. 2(4): 506

- i.h. Ploemen, m. Prudêncio, b.g. Douradinha, j. Ramesar, j. Fonager, g.j. van Gemert, a.j. Luty, c.c. Hermsen, r.w. Sauerwein, f.g. Baptista, m.m. Mota, a.p. Waters, i. Que, c.w. Lowik, s.m. Khan, c.j. Janse, b.m. Franke-Fayard. 2009. Visualisation and quantitative analysis of the rodent malaria liver stage by real time imaging. PLoS One 4(11): e7881

- o. Silvie, m.m. Mota, k. Matuschewski, m. Prudêncio. 2008. Interactions of the malaria parasite and its mammalian host. Curr Opin Microbiol. 11 (4): 352-9

- m.m. Mota, a. Rodriguez. 2008. New pieces for the malaria liver stage puzzle: where will they fit? Cell Host Microbe 14;3 (2): 63-5

- ------------. 2006. Be in motion. Mol Microbiol. 60 (6): 1327-8

- ------------, s. Giordano, a. Rodriguez. 2004. Targeting Plasmodium host cells: survival within hepatocytes. Trends Mol Med. 10: 487-92

- ------------, a. Rodriguez. 2004. Migration through host cells: the first steps of Plasmodium sporozoites in the mammalian host. Cell Microbiol 6: 1113-8

## Patentes
- Método para la prevención de la infección de la malaria en humanos por antagonistas del factor de crecimiento de hepatocitos. Sudáfrica: patente No. 2005/ 08178. Sobre la base de la International PCT Publication N.º. WO2004/080420, African Reg. Ind. Prop. Org. – Application N.º. AP/P/2005/003411, Brasil – Aplicación N.º. PI040826 8-0, China – publicación N.º. CN1809382A, Europa – publicación N.º. 601378, Hong Kong – publicación N.º. 1093903A, Japón – aplicación N.º. 2006-507105, EE. UU.- publicación N.º. US 2004-0185050 A1[4]

- Uso de inhibidores de proteínas scavenger receptoras para el tratamiento de enfermedades infecciosas (WO/2007/101710), aplicación internacional N.º. PCT/EP2007/002110, fases nacionales inicializadas en EE. UU., UE, Canadá, China en octubre de 2008[4]

- Uso de inhibidores de quinasas de receptores para el tratamiento de enfermedades infecciosas, aplicación provisional de EE. UU. N.º. 61/110,217, archivado 31 de octubre de 2008[4]

## Honores
- Presidenta de la Associação Viver a Ciência.[1]
- Beca año 2012 del FCT[5]